# 亞萊恩國際大學
亞萊恩國際大學（Alliant International University），是在美國加利福尼亞州註冊的一所營利性私立大學。該學校有六個校區，為中華民國與中華人民共和國之教育部認可大學。此大學也是美國教育部、美國六大區域教育認證機構之一的美國西部院校聯盟（Western Association of Schools and Colleges）所認可的美國大學之一。
亞萊恩國際大學提供大約8個專業的學士學位、18個專業的碩士學位、4個專業的博士學位教育，每一專業學位教育又包括大約六個不同的研究領域。亞萊恩國際大學被《新聞周刊》評為2005年度，全美大學國際學生佔有率第一，校區總體學生來源分佈差異化第三位。其下管理學院（前馬歇爾·戈德史密斯管理學院）被《Leadership Excellence》評選為2008-2009年度具有全美最優秀領導力發展項目的學校第19名。
美國國際大學（USIU）與加州專業心理學院於2001年聯合建立了今天的亞萊恩國際大學。

## 学校校区
該校总部设在美国旧金山，该大学在美国加利福尼亚州共设有六个分校区：
- 佛雷斯诺校区
- 爾灣校区
- 洛杉矶校区
- 萨克拉門托校区
- 圣地亚哥校区
- 旧金山校区

亚莱恩国际大学另在墨西哥设有墨西哥城校区。该大学在日本、德国、香港、新加坡、中国等国家和地区都设有教学基地或有合作院校。

## 院系部门
亚莱恩国际大学旗下设有五个学院：
- 阿兰特管理学院：前马歇尔·戈德史密斯管理学院管理学院，于2011年8月更名为阿兰特管理学院。主要提供工商管理、领导力培养学和国际关系等专业的本科、研究生及博士课程。

- 加州專業心理学学院：加州專業心理学学院成立于1969年。主要提供婚姻与家庭治疗文学硕士、婚姻与家庭治疗哲学博士、临床心理学哲学博士、临床精神病药理学博士、后理学硕士、临床心理学文学硕士；另外还有本科、硕士学位和研究生证书课程；其临床心理学博士学位为美国心理协会 (American Psychological Association) 所认证[6]。

- 雪莉·霍夫司塔乐教育学院：主要提供教育文学硕士、教育管理K－12文学硕士、高等教育管理文学硕士、英语作为第二语言的教学文学硕士、教育领导和管理教育博士、教育管理教育博士、教育心理学教育博士、英语作为第二语言的教学文学博士及其他本科、硕士和博士课程。

- 加州鉴定及研究学院：主要提供刑事公正鉴定学理学硕士、鉴定学哲学博士等专业及课程。

- 本科教育：在上述各学院下均设有相应的本科专业课程。本科专业课程包括：（国际）工商管理、国际关系、市场营销及公关学、心理学、犯罪分析学、教育学等等。